# HD40372
HD40372 — подвійна зоря. 
Ця подвійна система має видиму зоряну величину в смузі V приблизно 5,9.
Вона розташована на відстані близько 353,0 світлових років від Сонця.

## Подвійна зоря
Головна зоря цієї системи належить до хімічно пекулярних зір й має спектральний клас A5.
Інша компонента має  спектральний клас  d.

## Фізичні характеристики
Зоря HD40372 обертається 
досить швидко 
навколо своєї осі. Проєкція її екваторіальної швидкості на промінь зору становить  Vsin(i)= 82км/сек.
Телескоп Гіппаркос зареєстрував  фотометричну змінність  даної зорі з періодом    2,74 доби в межах від  Hmin= 5,99 до  Hmax= 5,93.